# Microdon auricinctus
Microdon auricinctus är en tvåvingeart som beskrevs av Enrico Adelelmo Brunetti 1908. Microdon auricinctus ingår i släktet myrblomflugor, och familjen blomflugor. Inga underarter finns listade i Catalogue of Life.